# Hua Tou
Hua Tou (chinesisch 話頭, Pinyin huà tóu, koreanisch 話頭 hwadu) ist eine Form buddhistischer Meditation in den Lehren des Chan, des koreanischen Seon und japanischen Rinzai-shū. Hua Tou lässt sich ungefähr mit 'Wort Haupt', 'Kopf der Rede' übersetzen oder genauer übertragen als „Punkt hinter dem das Sprechen sich selbst erschöpft“. Ein Hua Tou kann ein kurzer Satz oder ein einzelnes Wort sein, der in der Meditation als Subjekt verwendet wird, um den Geist zu fokussieren.

## Ursprung
Hua Tou beruhen oft auf Dialogen und Kōans von Meister und Schüler. Sie sind jedoch stark verkürzt. Die Hua Tou-Methode wurde von dem Chan-Meister Dahui Zonggao (1089–1163) erfunden, einem Anhänger der Linji Zong (Linji-Schule) war. Dahui unterrichtete auch Laien, vor allem die gebildeten Beamten (chinesisch 士大夫, Pinyin shì dàfū). Die Unterstützung dieser shì dàfū war überlebenswichtig für die einzelnen Schulen, denn die Ernennungen zum Abt von wichtigen Klöstern wurde durch sie festgelegt. Dahui suchte daher nach praktikablen Methoden für Laien um Meditationserfolge zu erzielen. Für die Meditation mit Hua Tou sind keine regelmäßigen Treffen und Gespräche zwischen Schüler und Meister (dokusan) notwendig. Hua Tou kann auch von Laien während der täglichen Arbeit praktiziert werden.
Dahui war ein Gegner des Intellektualismus und des literarischen Kommentierens, das mit dem Biyan Lu (Aufzeichnungen des blaugrünen Felsens) seines Lehrers Yuanwu Keqin (圜悟克勤) in die Meditationspraxis eingedrungen war. Aus diesem Grund verbrannte er sogar sein eigenes Exemplar der Aufzeichnungen des blaugrünen Felsens.
Die Hua Tou-Praxis fand durch den Meister Chinul in Korea große Verbreitung. Robert Buswell schreibt:
Hwadu ist die vorherrschende Technik, die in den Koreanischen Meditationshallen kultiviert wird, und beinahe alle Meister empfehlen sie für ihre Studenten auf allen Stufen.
Bhikkhu Analayo findet vergleichbare Meditationsmethoden in den Atthakatha (Pali-Kommentaren), die sich mit dem achtsamen Umgang mit verschiedenen Körperhaltungen beschäftigen. Analayo bezieht sich auf das Papañcasudani wenn er schreibt: „Der Unterschied zwischen einfachem Laufen und Laufen als Meditation als |Satipaṭṭhāna ist, dass ein Meditierender die Frage festhält: Wer geht? Wer ist das der geht?“

## Anwendung
Dahui betonte, dass grundlegende Einsicht essentiell für das Zen-Training ist. Auf diese Weise sollte selbst Laien Erleuchtung möglich sein.
Chinul beschrieb „Hwadu“ in seiner Lehrschrift Dharma Collection and Special Practice Record (법집별항녹절요사기, 法集別行錄節要私記解, Beopjip byeolhaeng nok jeolyo byeongip sagi) als eine Praxis, die zu den Grenzen der Sprache führt und der Reinigung dient. Daher empfahl Chinul auch eine tiefergehende Praxis für fortgeschrittene Studenten.
Um Hua Tou zu praktizieren, konzentriert man sich auf die Phrase und wiederholt sie anfänglich in der Stille mit einem fragenden und offenen Geist und denkt nach über das „Wer“ oder „Was“ ist es, was das Hua Tou hervorbringt um „Großen Zweifel“ zu erzeugen. Hua Tou kann auch während sitzender Meditation vollzogen werden, nachdem der Geist nach einer Atem-Meditation zur Ruhe gekommen ist.
Hsu Yun lehrte zur Praxis des Hua Tou:
Wichtig ist, zu jeder Zeit das Hua Tou zu praktizieren: im Laufen, Liegen, oder stehen. Von morgens bis abends das Hua Tou lebendig und klar zu meditieren, bis es im Geist haftet, wie der Herbstmond sich deutlich in klarem Wasser spiegelt. Wenn Du auf diese Art meditierst, kannst Du sicher sein, die Erleuchtung zu erlangen.
In der Meditation, wenn du dich ermüdet fühlst, dann öffne Deine Augen weit und mache deinen Rücken gerade, du wirst dich dann frischer und aufmerksamer fühlen.
Wenn Du an Hua Tou arbeitest, solltest du niemals zu gelassen und niemals zu locker damit umgehen. Wenn du zu gelassen bist, fühlst du dich vielleicht ernst und bequem, aber es kann sein, dass du das Hua Tou verlierst. In der Konsequenz könntest du in die 'Tod-Leere' fallen. Aber gerade auch im Zustand der Gelassenheit, wenn du das Hua Tou nicht verlierst, dann kann es dir möglich sein weiterzukommen als der oberste Hundert-Fuß-Pfosten, den du bereits erklommen hast. Wenn du zu locker bist werden dich zu viele wandernde Gedanken angreifen. Du wirst Schwierigkeiten haben, sie zu unterdrücken. Kurz gesagt, der Anwender des Zen sollte immer gut eingestellt sein, niemals zu fest und niemals zu locker, in der Lockerheit sollte Festigkeit zu finden sein und in der Festigkeit Lockerheit.
Der Meister Sheng Yen unterscheidet drei Stufen der Hua Tou-Anwendung: Rezitation des Hua Tou, Fragen des Hua Tou und Untersuchen des Hua Tou. Im Verlauf dieser Stufen ist es entscheidend, das Hua Tou nicht intellektuell zu beantworten, sondern ausdauernd die Frage geistvoll zu stellen mit einem echten Interesse und ehrlichem Verlangen zu wissen. Durch die andauernde Übung entsteht zunächst großer Zweifel und daraus entsteht Einsicht.

## Beispiele
- „Was ist ES?“
- „Was ist DIES?“
- „Wer wiederholt Buddhas Name?“
- „Wer trägt diesen Leichnam herum?“ (bekannt gemacht von Hsu Yun)
- „Wer bin ICH?“
- „Was war mein Ursprüngliches Gesicht bevor mein Vater und meine Mutter geboren waren?“
- „Was ist Mu?“[16]